# Michel Pensée
Michel Pensée (* 16. červen 1973) je bývalý kamerunský fotbalový obránce a reprezentant.

## Reprezentační kariéra
Michel Pensée odehrál 7 reprezentačních utkání. S kamerunskou reprezentací se zúčastnil Mistrovství světa 1998 ve Francii.

## Statistiky
| Kamerun | Kamerun | Kamerun |
| Roky    | Záp.    | Góly    |
| ------- | ------- | ------- |
| 1997    | 2       | 0       |
| 1998    | 2       | 0       |
| 1999    | 1       | 0       |
| 2000    | 1       | 0       |
| 2001    | 1       | 0       |
| Celkem  | 7       | 0       |